# Charles Ashe à Court-Repington
Charles Ashe à Court-Repington (17 juin 1785 - 19 avril 1861), né Charles Ashe à Court, est un haut commandant de l'armée britannique et une Personnalité politique.

## Biographie

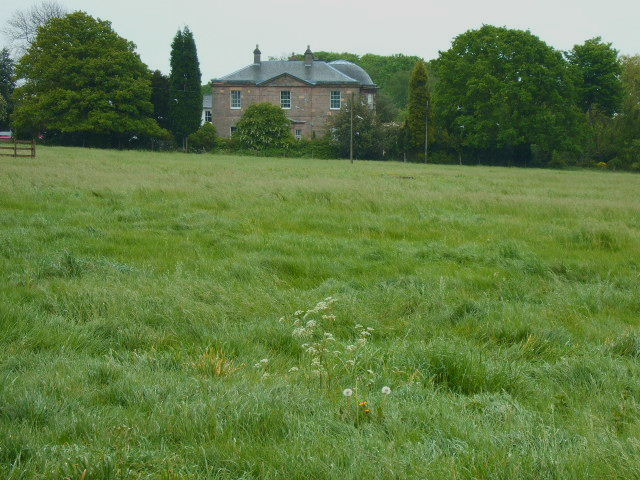
Amington Hall

Il est le troisième fils de William à Court (1er baronnet) de Heytesbury, Wiltshire et fait ses études au Collège d'Eton. Il rejoint l'armée en tant qu'enseigne en 1801 et devient lieutenant-général en 1851. Après la mort de son père en 1817, lui et son frère sont élus au Parlement en 1820 pour représenter Heytesbury, mais il démissionne de son siège après quelques mois.
Tout en servant comme major dans la 1re Infanterie légère grecque, Charles est nommé Compagnon de l'Ordre du Bain à l'occasion des honneurs du couronnement du roi Guillaume IV.
Il est nommé colonel du 41st (Welch) Regiment of Foot en 1848, poste qu'il conserve jusqu'à sa mort en 1861 et est promu général de division le 20 février 1856. Il succède à son frère Edward Henry à Amington Hall, Warwickshire en 1855 et prend le nom supplémentaire de Repington par licence royale pour se conformer au testament de son cousin Charles Edward Repington d'Amington.
Il épouse, à Palerme, en Sicile, Mary Elizabeth Catherine, la fille et héritière d'Abraham Gibbs, marchand, de Naples et de Palerme. Ils ont un fils et une fille. Son fils Charles Henry Wyndham à Court (1819–1903) est député de Wilton. Sa fille Mary Elizabeth (1822-1911) est un auteur, peintre et philanthrope, et épouse Sidney Herbert (1er baron Herbert de Lea).